# دربندخان

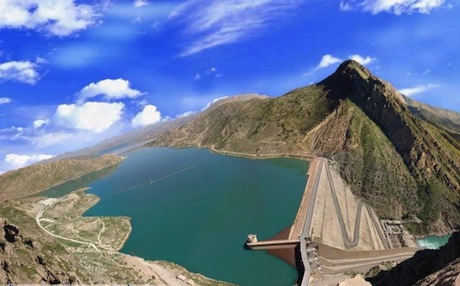
دربندخان

دربندِخان (بالكردية: دەربەندیخان، Derbendîxan‏) هي مدينة في كردستان العراق، ومركز قضاء تتبع إلى محافظة السليمانية، يقطنها أغلبية من الكرد واقلية من اللور، تقع المدينة بالقرب من بحيرة دربندخان وسد دربندخان. وهي منطقه سياحية جميلة.